# Международные договоры в России

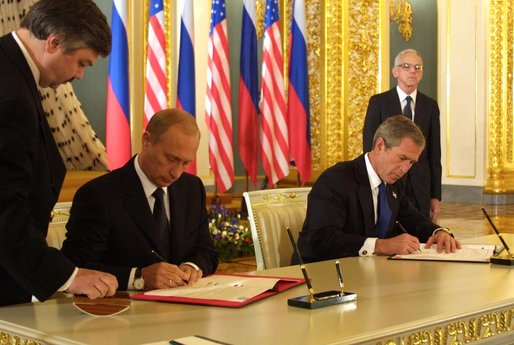
Владимир Путин и Джордж Буш подписывают Договор о сокращении наступательных потенциалов (СНП) в 2002 году

Международные договоры — нормативный правовой акт, являющийся составной частью российской правовой системы и, как правило, имеющий приоритет над внутрироссийскими законами.

## Статус международных договоров
Место международных договоров в российской системе права установлено конституцией. Согласно её 15-й статье, «общепризнанные принципы и нормы международного права и международные договоры Российской Федерации являются составной частью ее правовой системы».
Эта же статья устанавливает приоритет международного договора над внутрироссийским законом: «Если международным договором Российской Федерации установлены иные правила, чем предусмотренные законом, то применяются правила международного договора». При этом, если Конституционный суд сочтёт, что договор не соответствует российской Конституции, он не будет иметь силы.
Принятый в 1995 году закон «О международных договорах» уточняет, что международные договоры имеют прямое действие, то есть для их применения не требуется дополнительных законов. Этот же закон излагает порядок заключения, ратификации, опубликования, исполнения и прекращения международных договоров в России.

## Классификация
Российский закон делит международные договоры на три группы:
- межгосударственные — заключаются от имени России;
- межправительственные — заключаются от имени правительства России;
- межведомственные — заключаются отдельными федеральными ведомствами.

При этом не играет роли, как называется конкретный договор — соглашение, конвенция, протокол, обмен письмами, нота или как-то иначе.

## Полномочия
Заключение международных договоров относится к исключительной компетенции федеральных властей. Однако они могут учесть мнение заинтересованных регионов.
Полномочия по ведению переговоров и заключению международных договоров зависят от их уровня:
- решение о подписании межгосударственных договоров принимает президент России или правительство (если вопрос относится к его компетенции);
- о подписании межправительственного договора — правительство;
- о подписании межведомственного соглашения — руководитель соответствующего федерального ведомства или (по важным вопросам) правительство.

При этом непосредственно вести переговоры и ставить подпись под соглашением может президент, премьер или глава МИД. Посол также может провести переговоры и подписать международный договор, но только со страной пребывания. Существует также дополнительная возможность выдать «полномочия на ведение переговоров и подписание», от имени президента или правительства их оформляет МИД.
Глава федерального ведомства вправе подписывать лишь межведомственные документы.

## Заключение и вступление в силу
Процесс заключения международного договора на федеральном уровне начинается с того, что заинтересованные ведомства готовят свои предложения, которые они затем через МИД направляют президенту или в правительство. Если договор потребует внесения изменений в российское законодательство, дополнительно требуется заключение Минюста.

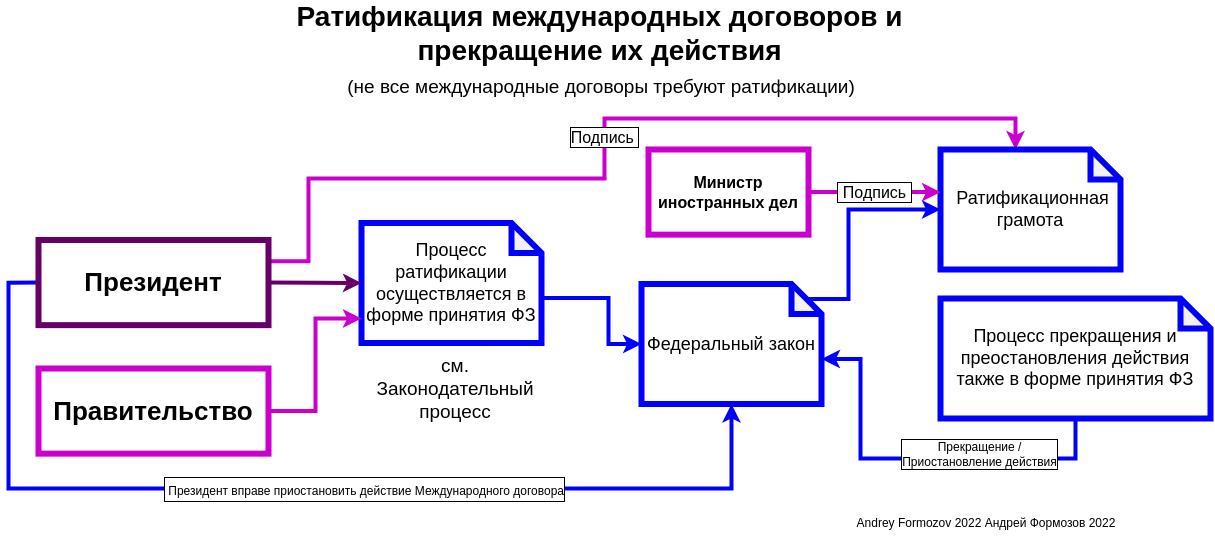
Процедура ратификации международных договоров в Российской Федерации

После подписания договор направляется в парламент на ратификацию. Вопреки распространенному мнению, ратификации подлежат не все международные договоры. Так, договор требует ратификации:
- если он предполагает изменение внутрироссийского законодательства или передают часть государственных полномочий на межнациональный уровень;
- если он касается прав и свобод человека и гражданина, вопросов границы или сферы обороны и безопасности;
- если стороны договорились, что ратификация этого соглашения будет обязательной.[6]

Парламент ратифицирует международное соглашение отдельным законом, который требует обязательного одобрения обеими палатами.
После ратификации президент составляет отдельный документ — ратификационную грамоту, которая обменивается на ратификационную грамоту второй стороны соглашения или сдается на хранение депозитарию.
Международные соглашения, которые не требуют ратификации, просто утверждаются (принимаются) президентом, правительством или профильным министром.
Принятые договоры вступают в силу по договоренности сторон и официально публикуются, а также регистрируются в МИД и в секретариате ООН или другой международной организации. При этом участники соглашения могут договориться временно начать применять его ещё до официального вступления в силу.

## Договоры и Конституция
Президент, правительство, парламент или группа парламентариев, региональные власти или Верховный суд могут обратиться в Конституционный суд с запросом о том, соответствует ли международный договор конституции. Важно иметь в виду, что на такую проверку можно отправлять только договоры, которые еще не начали действовать. Если судьи сочтут, что соглашение противоречит основному закону, оно не сможет ни пройти ратификацию, ни вступить в силу.
Получивший широкий резонанс закон 2015 года разрешил Конституционному суду освобождать российские власти от исполнения решений Европейского суда по правам человека.
Согласно пояснению Конституционного суда, конвенция остается частью российской правовой системы в соответствии с конституцией, а отдельные противоречия возникают из-за своеобразного толкования конвенции Страсбургским судом.

## Выполнение и расторжение договора
Обеспечивают исполнение международных договоров в России президент, правительство или профильное ведомство, а обязанность наблюдать за выполнением договоров возложена на МИД.
Механизм прекращения или приостановки действия договора аналогичен порядку его принятия: если решение об утверждении принимал президент и правительство — он же прекращает договор, если документ проходил через парламент — решение о выходе из договора или о его приостановке также принимают парламентарии. Особенность приостановки действия соглашения не только в том, что это временная мера, но и в том что российские власти должны воздерживаться от мер, которые помешали бы возобновлению действия договора.